# Vairágja
A vairágja (szanszkrit: वैराग्य, nyugati átírással: vairagya) az ind filozófiákban használt kifejezés, amely szenvedélytelenséget, vágynélküliséget, kötődésmentességet jelent, uralmat a vágyak felett.
A vairágja a rága (राग), vagyis a ragaszkodás ellentéte. A rága az embert a létforgataghoz (szanszára) láncolja, a vairágja megszabadítja a rabságtól. A vairágjának köszönhetően az érzéki elme lefogy és befelé irányul. A vairágja a spirituális törekvő legfontosabb tulajdonsága. A hindu iratok alapján enélkül spirituális élet nem lehetséges.
A vágytalanság (vairágja) elejét veszi az ösztönző indítékoknak, amelyek az elmeváltozásokat létrehozzák, mert az érzékelés tárgyai felé irányítják figyelmünket. A vágytalanság egyértelmű a ragaszkodás, az objektumvilághoz való kötöttség megszüntetésével, s így a felszabadulásnak fontos előfeltétele. Az önmegvalósítás legfontosabb célja a vairágja életmodellje. Ennek erejével képes csak az ember olyan "magas" tudatállapotot fölvenni, amivel az élet minden aspektusát szemléli, érti és uralja.
A világgal szemben csak az képes a megelégedettségre, aki teljes vágytalansággal tekint mindenre. Ezen a ponton már egymáshoz kapcsolódó és egymásból következő fogalmakkal, etikai normákkal találkozunk. Szantósáról (megelégedettségről) csak abban az esetben lehet szó, ha a tudat szakrális ürességét (szunjatá) nem zavarják a gondolatörvénylések (csitta-vritti). A szakrális semlegesség megelégedettségéhez vezető út a testen át vezet (tapasz - önfegyelmezés). A megvalósítás végkifejletéhez (móksa, kaivalja), a belső aktivitás uralmához a jógi a cselekvést használja: "Ahhoz áll közel, aki erőteljesen törekszik feléje". A jógi törekvésének azonban párosulnia kell a tiszta szemlélettel, arai cselekedeteit mentesíti az önösségtől, hiszen lemond a tettek gyümölcséről (elismerés, hírnév stb.) s így cselekedete önmagában tiszta (szattva) lesz: önuralom, áldozás, adakozás, előírások megtartása.
Nem szabad a vairágját összekeverni a közömbösséggel, az élettelenséggel vagy bármi hasonlóval. A vairágja nem közömbösség vagy bénultság - sokkal inkább vibráló, nyitott, tág életstílus. A szenvedélytelenség helyett pontosabb ha szeretetként határozzuk meg, a nyitottság csodálatos energiájaként, adásként, önzetlenségként. Ez a vairágja.

## Fokozatok
A vairágjának különböző fokozatai léteznek. A legmagasabb rendű szenvedélytelenség (para vairágja) az önmegvalósítás után jön el. Ekkor az egész világ csupán egy szalmaszálnak tűnik. A vairágja tökéletesen megszilárdul és mély spirituális erővel ruházza fel az embert. Ez a para vairágja.
Az átmenetileg fel-feltűnő, majd elmúló szenvedélytelenség nem vairágja és nem segíti a tanítványt az önmegvalósítás elérésében. Gyakran előfordul, hogy ilyen-olyan okból szenvedélytelenség alakul ki egy bizonyos tárgy iránt. De az önvaló ismerete csak úgy érhető el, ha a szenvedélytelenség mindenkor minden tárgyra kiterjed.
Az igazi vairágjának a vizsgálódásból (vicsára) kell megszületnie. A bennünket körülvevő tárgyak nem adhatnak tartós boldogságot. Idővel csak fájdalmat, szomorúságot és magányt eredményeznek. Az alapos vizsgálódás, amelybe hosszú időn keresztül újra és újra elmélyedünk, előbb-utóbb tartós vairágját eredményez. Ez a törekvő kincse, amely hozzásegíti őt az igaz szádhana gyakorlásához, amely az elmét befelé fordítja. Az így kialakult vairágja megállítja az elme kifelé irányuló hajlamait.
Az elmét fokozatosan kell elválasztani a régi szokásairól és vágyakozásairól. Ha örömforrásait egyszerre apasztjuk el, összezavarodik. Lassú fejlődést kell neki biztosítani meditációval és meg kell kóstoltatni vele a belső boldogság ízét. Ahogy fokozatosan eltűnnek belőle a régi szokások és sóvárgások, úgy megállapodhatunk az igazi vairágjában.